# 浄法寺インターチェンジ
浄法寺インターチェンジ（じょうぼうじインターチェンジ）は、岩手県二戸市にある八戸自動車道のインターチェンジである。
高速バス停留所・浄法寺インターバスストップ（じょうぼうじインターバスストップ）を併設する。

## 道路
- E4A 八戸自動車道（1番）

## 接続する道路
- 岩手県道6号二戸五日市線

## 料金所
- ブース数：4

### 入口
- ブース数：2
  - ETC専用：1
  - 一般：1

### 出口
- ブース数：2
  - ETC専用：1
  - 一般：1

## 周辺
- 天台寺
- JRバス東北浄法寺駅
- JRバス「浄法寺インター入口」停留所
- 浄法寺街道（鹿角街道）
- 滴生舎（浄法寺漆）

## 浄法寺インターバスストップ

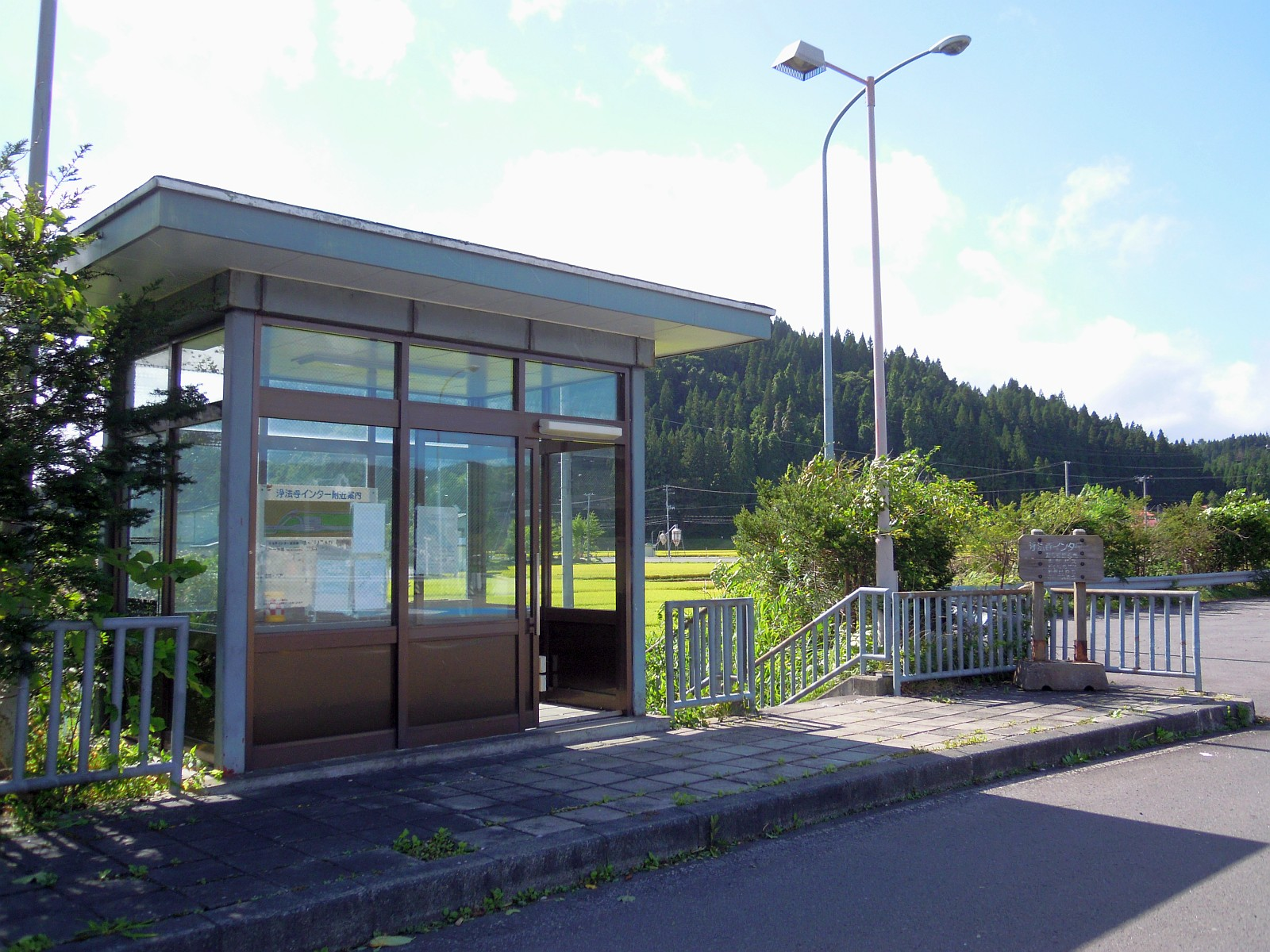
浄法寺インターバスストップの待合室

「浄法寺IC（じょうぼうじインターチェンジ）」の停留所名が用いられ、料金所内にある。なお、当停留所からJRバス二戸線「浄法寺インター入口」停留所は徒歩連絡が可能である。

### 停車路線
| 路線名                       | 経由地                                                             | 行先                                            |
| ---------------------------- | ------------------------------------------------------------------ | ----------------------------------------------- |
| 八盛号 岩手県北バス 南部バス | 盛岡駅西口・県庁市役所前                                           | 盛岡バスセンター                                |
| 八盛号 岩手県北バス 南部バス | 九戸インターオドデ館・八戸IC・馬場・八戸中心街（三日町）・本八戸駅 | 八戸ラピアバスターミナル 八戸フェリーターミナル |
| 久慈こはく号 岩手県北バス    | 盛岡駅西口・県庁市役所前                                           | 盛岡バスセンター                                |
| 久慈こはく号 岩手県北バス    | 九戸インターオドデ館・戸呂町・久慈駅                               | 久慈営業所                                      |

## 隣
E4A 八戸自動車道
(46) 安代JCT - (1) 浄法寺IC - 二戸PA - (2) 一戸IC

## 備考
- 二戸市街への最寄りインターは東隣の一戸ICとなる。